# Hans-Dieter Spengler (Fußballspieler)
Hans-Dieter „Hansi“ Spengler (* 4. Oktober 1939 in Merchweiler; † 14. Oktober 2015 in Neunkirchen (Saar)) war ein deutscher Fußballspieler. Er war von 1956 bis 1960 in der Amateurliga Saarland für seinen Heimatverein SV Preußen Merchweiler, von 1960 bis 1963 in der Oberliga Südwest und von 1963 bis 1965 in der zweitklassigen Fußball-Regionalliga Südwest für die Sportfreunde Saarbrücken, und von 1965 bis 1968 in der zweitklassigen Fußball-Regionalliga West für den Wuppertaler SV aktiv.

## Sportliche Laufbahn
Spengler machte bereits in seiner Jugendzeit und in den ersten Jahren seiner aktiven Karriere bei den Preußen auf sich aufmerksam. Das Ausnahmetalent wurde bereits mit 17 Jahren als jüngster Spieler in den Kader der saarländischen Amateurauswahl berufen. Danach häuften sich die Angebote vieler Vereine. Er wechselte zur Saison 1960/61 nach Burbach zu den Sportfreunden 05 in die Oberliga. 1962 wurde er von Sepp Herberger in den 40er-Kader der deutschen Nationalmannschaft für die Weltmeisterschaft 1962 in Chile berufen. Eine schwere Verletzung warf ihn allerdings aus dem Rennen. Nach einem langwierigen Heilungsprozess verletzte sich Spengler erneut und musste sich ein weiteres Mal zurückkämpfen. 1963/64 feierte er sein Comeback in der Regionalliga Südwest zusammen mit Hannes Löhr. Danach wechselte er in die Regionalliga West zum Wuppertaler SV.
Er kehrte 1969 zurück ins Saarland, war unter anderem zu Beginn der 70er Jahre Trainer beim ASV Kleinottweiler und beim SC Heiligenwald in der 2. Amateurliga. Aber sein Weg führte ihn wenige Jahre wieder zurück zu den Preußen. Als Jugendtrainer und Jugendleiter stellte er sich dem Verein bis weit in die 1980er Jahre zur Verfügung, unterbrochen von Engagements beim 1. FC Saarbrücken und dem FC Rastpfuhl.